# Friedrich-Ludwig-Jahn-Gymnasium Salzwedel
Das Friedrich-Ludwig-Jahn-Gymnasium Salzwedel (kurz Jahngymnasium Salzwedel) ist ein Gymnasium in Salzwedel.

## Lage
Das Schulgebäude steht in der Straße Vor dem Lüchower Tor 2–4 in Salzwedel. Die Schule liegt damit im Norden Salzwedels und ist circa 10 Fußminuten vom Bahnhof Salzwedel entfernt.

## Geschichte
Salzwedel bestand bis zum Jahr 1713 aus zwei voneinander getrennten Städten. An der Marienkirche und der Katharinenkirche bestand daher jeweils eine Kirchschule. Da im frühen 16. Jahrhundert nur wenige Absolventen zur Universität wechselten, wurden die Schulen nach der Reformation regelmäßig kontrolliert und dadurch verbessert. Zu den Lehrern gehörte Samuel Dresemius. Mit der Vereinigung von Alt- und Neustadt suchte man nach neuen Lösungen, wobei die schon 1541 empfohlene Vereinigung beider Schulen zur Vereinigten lateinischen Stadtschule erst im Jahr 1744 erfolgte. Zu den Rektoren der Stadtschule gehörte August Christian Borheck. Die in der Folge auch Lyceum genannte Einrichtung nahm im Jahr 1819 den allgemeinen Gymnasial-Lehrplan an.
Finanziert wurde die Schule seit der Reformationszeit auch über Stiftungen, die Stipendien ermöglichten, im Laufe der Zeit aber stark abnahmen. Ab dem Jahr 1822 gab es eine eigene Schüler-Lesebibliothek. Nach der Umwandlung zum Gymnasium hielt sich die jährliche Schülerzahl von 1821 bis 1863 zwischen 184 und 255, wovon etwa die Hälfte nicht aus Salzwedel selbst stammte. Unterrichtet wurde in der Klausur des ehemaligen Franziskanerklosters. Der Neubau entstand im Jahr 1882 und wurde 1931 nach dem „Turnvater“ Friedrich Ludwig Jahn benannt, da dieser zeitweise in Salzwedel das Lyzeum besuchte. Lehrer an diesem Lyzeum war unter anderem Johann Friedrich Danneil, der 1819 auch erster Direktor des Gymnasiums wurde. Zu den bekannteren Lehrern des Gymnasiums gehört auch Carl Immanuel Gerhardt, zu den Schülern Johann Joachim Winckelmann.
Das heutige Gymnasium entstand nach der Wende 1989 als Zusammenschluss mit den einzigen zwei weiteren Gymnasien in  Salzwedel. 1989 fusionierte das Jangymnasium mit dem Albert-Schweitzer-Gymnasium und 2004 mit dem Käthe-Kollwitz-Gymnasium. Eine der Vorgängerschulen ist das Königlich Preußische Gymnasium Salzwedel.

## Baubeschreibung
Das Schulgebäude steht unter Denkmalschutz und ist als Baudenkmal mit der Erfassungsnummer 094 12970 im Denkmalverzeichnis von Sachsen-Anhalt registriert. Das neugotische Backsteingebäude orientiert sich an der Bautradition der Stadt. Die Fassade wurde streng symmetrisch gestaltet, weist 14 Fensterachsen auf. Zu den Fassadendetails gehören Gesimse, Friese, Wechsel mit schwarzen Backsteinen und Fensterrosen.

## Profil
Die Schule bietet das Abitur nach der zwölften Jahrgangsstufe (G8) an, so wie in Sachsen-Anhalt üblich.
In der Jahrgangsstufe 5 wird zudem eine Musikklasse angeboten, in der pro Woche eine zusätzliche Stunde Musikunterricht erteilt wird.

## Ehemalige des Königlich Preußischen Gymnasiums Salzwedel und anderer Vorgängerschulen
- Rudolf Bamler (1896–1972), Heeresoffizier
- Theodor von Baumann  (1768–1830), Jurist und Beamter
- Heinz Billing (1914–2017),  Physiker
- Friedrich Gottlieb von Busse (1756–1835), Mathematiker, Verwaltungsbeamter und Hochschullehrer
- Alfred Hildebrandt  (1870–1949), Luftfahrtpionier und Schriftsteller
- Karl Knaake (1835–1905), Theologe, Lutherforscher
- Ernst Kredel jun. (1893–1985), Offizier und Schriftsteller
- Nikolaus Listenius (1510 - † unbekannt), Musiktheoretiker und Komponist, Lehrer an Vorgängerschule
- Hans Mettel (1903–1966), Bildhauer und Medailleur
- Gottfried Seebode (1792–1868), Klassischer Philologe, Gymnasialdirektor und Bibliothekar
- Philipp Heinrich Friedrich Sievers (1775–1851), evangelisch-lutherischer Geistlicher
- Karl Sudhoff (1853–1938), Arzt und Medizinhistoriker
- Johann Joachim Wachsmann (1787–1853),  Chordirigent und Komponist
- Julius Winckel (1857–1941), Jurist und Konsularbeamter
- Karl von Witzendorff  (1824–1891), General der Kavallerie
- Friedrich Ludwig Jahn (1778–1852), Pädagoge, nationalistischer Publizist und Politiker; Schüler an Vorgängerschule und Namensgeber der Schule